# Standbeeld van Paavo Nurmi
Het standbeeld van Paavo Nurmi is een standbeeld van Finse Olympisch hardloper Paavo Nurmi ontworpen door Wäinö Aaltonen. Er bestaan vijf versies van het beeld.

## Geschiedenis
Het beeld werd in opdracht van de Finse regering gemaakt in 1924. Nurmi stond persoonlijk model voor Aaltonen in zijn studio. Het beeld was voltooid in de herfst van 1925. Het voltooide beeld werd tijdelijk in het Ateneum geplaatst totdat de bouw van het Olympisch stadion af was. Voor de Olympische zomerspelen van 1952 werd een nieuw afgietsel van het beeld gemaakt dat voor het nieuwe stadion geplaatst werd. Ook werd de afbeelding van het beeld in de promotie gebruikt. In 1955 werd er ook een afgietsel van het beeld in Nurmi's geboorteplaats Turku geplaatst. In 1980 kreeg de Universiteit van Jyväskylä zijn eigen versie van het beeld van Nurmi. Een laatste afgietsel van het beeld werd geplaatst in de Zwitserse stad Lausanne waar het  Internationaal Olympisch Comité gevestigd is.